# Jiří Růžička (basketbalista)
Jiří Růžička (* 4. června 1941) je bývalý československý basketbalista a trenér. Je zařazen na čestné listině zasloužilých mistrů sportu.
Byl hráčem družstva Slavia VŠ Praha (1962–1975), s nímž byl šestkrát mistrem a pětkrát vicemistrem Československa. V sezónách 1964/65 až 1971/72 byl šestkrát vybrán do "All stars" – nejlepší pětky sezóny. V československé basketbalové lize po roce 1962 (zavedení podrobných statistik zápasů) zaznamenal 4352 bodů.
S týmem startoval v Poháru evropských mistrů a třikrát se probojovali do semifinále. V roce 1968 hráli ve finále soutěže FIBA – Pohár vítězů národních pohárů a v roce 1969 tento pohár ým vyhrál po výhře ve Vídni nad Dynamo Tbilisi (Gruzie) 80:74.  
Za československou basketbalovou reprezentací hrál na pěti Mistrovství Evropy a získal na nich stříbrnou medaili v roce 1967 a bronzovou medaili v roce 1969. Byl účastníkem Olympijských her 1972 v Mnichově (8. místo) a Mistrovství světa 1970 v Lublani (6. místo). Za reprezentační družstvo Československa v letech 1963–1972 odehrál celkem 257 zápasů. Byl nominován do družstva výběru Evropy ke dvěma utkáním v roce 1967.
Po skončení hráčské kariéry byl trenérem družstev české basketbalové ligy, s nimiž získal medailová umístění: se Spartou Praha v letech 1990 a 1991 dvakrát titul vicemistra, s týmem Mlékárna Kunín v roce 1998 titul vicemistra a v roce 1999 titul mistra republiky, s BK Nymburk v roce 2003 titul vicemistra republiky. V letech 2003 až 2006 byl trenérem reprezentačního družstva žen do 20 let, s nímž na Mistrovství Evropy žen do 20 let v roce 2004 se umístil na 3. místě. V závěru své kariéry, kdy byl už v důchodu, trénoval tým mužů BK Český Brod.
V roce 2001 se umístil na 13. místě v anketě České basketbalové federace o nejlepšího českého basketbalistu dvacátého století.

## Sportovní kariéra

### Hráč klubů
1. liga basketbalu Československa, celkem 15 sezón
- 1960–1961 Spartak ZJŠ Brno "B" (11. místo)
- 1961–1965 Slavia VŠ Praha, 1x mistr (1965), 2x vicemistr (1963, 1964), 5. místo (1962)
- 1965–1966 Dukla Olomouc, 4. místo
- 1966–1975 Slavia VŠ Praha, 5x mistr (1969–1972, 1974), 3x vicemistr (1967, 1968, 1973), 3. místo (1975)

úspěchy
- 6x mistr Československa: 1965, 1969 až 1972, 1974, 5x vicemistr: 1963, 1964, 1967, 1968, 1973, 1x 3. místo: 1975
- 6x v nejlepší pětce sezóny "All stars" v letech 1964/65 až 1971/72
- Ve střelecké tabulce 1. československé basketbalové ligy (od sezóny 1962/63 do 1992/93) je na 38. místě s počtem 4352 bodů.

Pohár mistrů Evropských zemí
- 1966/67: v semifinále prohra s Olimpia Miláno (ITA) 97–103, o 3. místo výhra nad Olimpija Ljubljana (SLO) 88–83
- 1969/70: v semifinále prohra s CSKA Moskva (RUS) 79–107, 75–113
- 1970/71: v semifinále prohra s CSKA Moskva (RUS) 83–68, 67–94
- 1971/72, 1972/73, 1974/75: účast ve čtvrtfinálové skupině

Pohár vítězů národních pohárů
- 1967/68: v semifinále Vorwärts Leipzig (GER) 58–57, 98–76, ve finále před 65 tisíci diváků prohra s AEK Athens (GRE) 82–89
- 1968/69: v semifinále Olimpija Ljubljana (SLO), 83–76, 82–61, ve finále ve Vídni výhra nad BK Dinamo Tbilisi (GRU) 80–74

### Československo
Předolympijská kvalifikace
- 1968 Sofia (62 bodů/7 zápasů), 4. místo
- 1972 Holandsko (64/9), 2. místo a postup na OH

Olympijské hry
- 1972, Mnichov (14 bodů/6 zápasů), 8. místo

Mistrovství světa
- 1970 Lublaň (43 bodů/8 zápasů), 6. místo

Mistrovství Evropy
- 1963 Wroclaw (58 bodů/8 zápasů), 10. místo
- 1965 Moskva (81/7), 7. místo
- 1967 Finsko (52/9), vicemistr Evropy
- 1969 Itálie (58/6), 3. místo
- 1971 Německo (46/6), 5. místo
- Na pěti Mistrovství Evropy celkem 295 bodů v 36 zápasech.
- Za reprezentační družstvo Československa na světových a evropských soutěžích zaznamenal 478 bodů v 66 zápasech.

### Trenér
- 1987–1988 Stavební fakulta Praha, 12. místo
- 1989–1991 Sparta Praha – 2x vicemistr (1990, 1991)
- 1998–2000 Mlékárna Kunín, mistr České republiky (1999), vicemistr (1998), 4. místo (2000)
- 2003 ČEZ Basketball Nymburk – vicemistr 2003
- 2003–2006 Československo, Mistrovství Evropy ženy do 20 let, 3. místo v roce 2004.